# Arsenato

Estructura del arsenato.

Los arsenatos son muy similares en su comportamiento químico a los fosfatos. En el agua se disuelven solamente los arsenatos de los metales alcalinos y del amonio; son sustancias cristalinas e incoloras.

## Iones
- En condiciones fuertemente ácidas, existe en forma de ácido arsénico: H3AsO4.
- En condiciones débilmente ácidas, existe como ion dihidrógeno-arsenato: H2AsO4-.
- En condiciones débilmente alcalinas, existe como ion hidrógeno-arsenato: HAsO42-
- En condiciones fuertemente básicas, existe como ion arsenato: AsO43-.